# Посёлок при 19 шлюзе ББК
Посёлок при 19 шлюзе ББК — населённый пункт, учитывающийся в составе города Беломорска на территории Беломорского городского поселения Беломорского района Республики Карелии России.

## География
Расположен на берегу Беломорско-Балтийского канала на трассе Северного (Беломорского) склона.
Осевая улица — Архангельская.

### Климат
Находится на территории, относящейся к районам Крайнего Севера.
Зима длится до двухсот дней, лето не более шестидесяти дней. Средняя температура февраля −11,2 °C, июля +15,9 °C

## История
Посёлок вырос для строителей Беломорканала. В августе 1941 года Управление ББК и техучастков было эвакуировано из Медвежьегорска в Беломорск на шлюз № 19.

## Население
Население посёлка при 19 шлюзе ББК учитывается в общей численности г. Беломорска.

## Инфраструктура
Основа экономики — обслуживание водного пути.

## Транспорт
Автомобильный, водный транспорт.
Остановки общественного транспорта «19-й шлюз», Архангельская улица.
Шиженский порт расположен в соседнем посёлке Водников.